# Libjo
Libjo è una municipalità di quinta classe delle Filippine, situata nella provincia di Isole Dinagat, nella regione di Caraga.
Libjo è formata da 16 barangay:
- Albor (Pob.)
- Arellano
- Bayanihan
- Doña Helen
- Garcia
- General Aguinaldo (Bolod-bolod)
- Kanihaan
- Llamera
- Magsaysay
- Osmeña
- Plaridel
- Quezon
- Rosita
- San Antonio (Pob.)
- San Jose
- Santo Niño